# Majdany Małe
Majdany Małe – osada w Polsce położona w województwie warmińsko-mazurskim, w powiecie ostródzkim, w gminie Miłomłyn nad zachodnim brzegiem jeziora Ilińsk.
W latach 1975–1998 miejscowość administracyjnie należała do województwa olsztyńskiego.